# Roy Orbison/The Beatles Tour
A Roy Orbison/The Beatles Tour foi uma turnê de 1963 pelo Reino Unido feita por Roy Orbison e The Beatles. Outros atos na turnê incluíram Gerry & The Pacemakers, David MacBeth, Louise Cordet, Tony Marsh, Terry Young Six, Erkey Grant e Ian Crawford.  Foi a primeira turnê nacional de Orbison  e a terceira dos Beatles no Reino Unido.  Embora Orbison fosse originalmente planejado para ser o ato principal, a reação aos Beatles na turnê fez com que eles fossem promovidos a co-headliners, com os Beatles fechando o set no lugar tradicional de atração principal. 

## Setlists

### The Beatles
O repertório típico dos Beatles (mostrando o vocalista principal) era:  
1. "Some Other Guy" (John Lennon)
2. "Do You Want to Know a Secret " (George Harrison)
3. "Love Me Do" ou "A Taste Of Honey" (Paul McCartney)
4. "From Me to You " (John Lennon e Paul McCartney)
5. "Please Please Me" (John Lennon)
6. " I Saw Her Standing There" (Paul McCartney)
7. "Twist and Shout" (John Lennon) ou "Long Tall Sally" (Paul McCartney)

### Roy Orbison
O setlist típico de Roy Orbison era:  
1. "Only the Lonely"
2. "Candy Man"
3. "Running Scared"
4. "What'd I Say " (Ray Charles)
5. "Dream Baby (How Long Must I Dream)"
6. "In Dreams"

## Datas da turnê
| Date               | Cidade              | País          | Local                |
| ------------------ | ------------------- | ------------- | -------------------- |
| 18 de maio de 1963 | Slough              | Inglaterra    | Adelphi              |
| 19 de maio de 1963 | Hanley              | Inglaterra    | Gaumont              |
| 20 de maio de 1963 | Southampton         | Inglaterra    | Gaumont              |
| 22 de maio de 1963 | Ipswich             | Inglaterra    | Gaumont              |
| 23 de maio de 1963 | Nottingham          | Inglaterra    | Odeon                |
| 24 de maio de 1963 | Walthamstow         | Inglaterra    | Granada              |
| 25 de maio de 1963 | Sheffield           | Inglaterra    | Sheffield City Hall  |
| 26 de maio de 1963 | Liverpool           | Inglaterra    | Empire               |
| 27 de maio de 1963 | Cardiff             | País de Gales | Capitol Theatre      |
| 28 de maio de 1963 | Worcester           | Inglaterra    | Gaumont              |
| 29 de maio de 1963 | York                | Inglaterra    | Rialto               |
| 30 de maio de 1963 | Manchester          | Inglaterra    | Odeon                |
| 31 de maio de 1963 | Southend-on-Sea     | Inglaterra    | Odeon                |
| 1 de junho de 1963 | Tooting             | Inglaterra    | Granada              |
| 2 de junho de 1963 | Brighton            | Inglaterra    | Brighton Hippodrome  |
| 3 de junho de 1963 | Woolwich            | Inglaterra    | Granada              |
| 4 de junho de 1963 | Birmingham          | Inglaterra    | Birmingham Town Hall |
| 5 de junho de 1963 | Leeds               | Inglaterra    | Odeon                |
| 7 de junho de 1963 | Glasgow             | Escócia       | Odeon                |
| 8 de junho de 1963 | Newcastle upon Tyne | Inglaterra    | Newcastle City Hall  |
| 9 de junho de 1963 | Blackburn           | Inglaterra    | King George's Hall   |

## Banda de turnê

### Roy Orbison
- Roy Orbison – vocais, guitarra
- Rodney Justo – vocais de apoio
- Dean "Ox" Daughtry – teclados
- John Raney Adkins – guitarra
- Paul Garrison – bateria
- Bill Gilmore - baixo

Orbison recebeu dois amplificadores de Jim Marshall – os dois primeiros Marshalls a chegar à América. 

### The Beatles
- John Lennon – vocais, guitarra base, violão, gaita
- Paul McCartney – vocais, baixo
- George Harrison – vocais, guitarra solo, violão acústico
- Ringo Starr – bateria